# Baloubet du Rouet
Baloubet du Rouet (08 de maio de 1989, França - 07 de agosto de 2017, Portugal), foi um famoso cavalo francês da raça Sela Francesa ou Sela Francês, raça que foi selecionada em um período estimado em 250 anos, tornando-se ideal para provas de Salto, Adestramento e Concurso Completo de Equitação. Balloubet du Rouet foi montado pelo cavaleiro Rodrigo Pessoa. O alazão foi Tricampeão da Copa do Mundo de Hipismo em 1998, 1999 e 2000, e Campeão Olímpico em 2004, em Atenas, na Grécia. Aposentado desde 2007, o garanhão ocupou o 1.º lugar no ranking histórico de Cavalos para Salto da Federação Mundial de Criadores de Cavalos de Esporte (WBFSH). Baloubet du Rouet faleceu de causas naturais em 7 agosto de 2017, em Portugal, onde vivia junto a seus proprietários desde 2010.

## Biografia

### Vida e Competições
Considerado pelos amantes do hipismo o melhor cavalo montado por Rodrigo Pessoa. O alazão foi tricampeão da Copa do Mundo em 1998, 1999 e 2000, e campeão olímpico em 2004, em Atenas, na Grécia. Esta última foi considerada a volta por cima de Baloubet. Em 2000, nas Olimpíadas de Sydney, na Austrália, Baloubet refugou três vezes em sua última passagem pela pista, o que causou sua eliminação da competição e lhe tirou uma medalha de ouro, que era considerada certa pela excelente forma em que ele se encontrava na época. O conjunto sequer subiu ao pódio. A pressão sobre Baloubet du Rouet/Rodrigo Pessoa era muito grande, pois o conjunto, que se apresentou no último dia das Olimpíadas, era a maior esperança do Brasil em subir no degrau mais alto do pódio naqueles Jogos. Tanto era que, no dia da competição, o jornal O Globo chegou a publicar a seguinte manchete: 'Brasil, a pátria de ferraduras', uma comparação entre o sucesso de Baloubet e o fraco desempenho, à época, da seleção brasileira de futebol. A frase também foi uma lembrança aos bons tempos do esporte bretão, quando o dramaturgo brasileiro Nélson Rodrigues definiu o país como 'Brasil, a pátria de chuteiras'. A consagração de Baloubet du Rouet veio em 2004, nas Olimpíadas de Atenas. Com a desclassificação, por uso de doping, do conjunto irlandês Waterford Cristal/Cian O'Connor, que havia cometido o menor número de faltas, 4 contra 8 de Baloubet du Rouet/Rodrigo Pessoa, a medalha de ouro finalmente veio para o Brasil. Em razão do resultado antidoping só ter sido divulgado após a competição, a entrega do ouro olímpico para o conjunto foi realizada no dia 29 de Agosto de 2005, no Forte de Copacabana, no Rio de Janeiro - Brasil, por Jacques Rogge, presidente do Comitê Olímpico Internacional (COI), na presença de Carlos Arthur Nuzman, presidente do Comitê Olímpico Brasileiro (COB).
- Baloubet du Rouet
  - Cor: Alazão
  - Sexo: Garanhão
  - Raça: Sela francês
  - Criador: Louis Fardin
  - Altura: 16,3 palmos (170 cm)
  - Cavaleiro: Rodrigo Pessoa
  - Proprietário: Diogo Pereira Coutinho

### Morte
Após a aposentadoria, o animal passou a viver em um Haras em Portugal. Morreu em 7 de agosto de 2017, por causas naturais.